# Brezine (Farkaševac)
Brezine is een plaats in de gemeente Farkaševac in de Kroatische provincie Zagreb. De plaats telt 240 inwoners (2001).